# SN 2004hc
SN 2004hc – supernowa typu Ia odkryta 12 listopada 2004 roku w galaktyce A232432-0841. W momencie odkrycia miała maksymalną jasność 23,30m.